# Jean Freustié
Jean-Pierre Teurlay connu sous le nom de plume Jean Freustié (né le 3 octobre 1914 à Libourne, en Gironde et mort le 5 juin 1983 à Neuilly-sur-Seine) est un écrivain.
De son premier mariage naîtra une fille, Christiane Teurlay. 

## Biographie
Jean Freustié est élevé dans une famille aisée dont le père est négociant en vin. Après des études secondaires à l'Institution Montesquieu de Libourne, il suit des études de médecine à la Faculté de médecine de Bordeaux, puis d'Alger. D'abord interne aux Hôpitaux de Bordeaux (1936), il va à Paris où il devient médecin du travail en 1950.
Avec son premier roman, Ne délivrer que sur ordonnance (Éditions de la Table ronde, 1952), il intègre le milieu des lettres. Il fréquente alors le café Le Procope, salon d’écrivains créé par Jacques Brenner et Claude Perdriel, ainsi que leur revue littéraire, Le Cahier des saisons. Y croisant Françoise Sagan, Bernard Frank, Jean-Louis Curtis ou François Nourissier, il entre en contact avec de grands écrivains comme Jacques Chardonne, Paul Morand, Jean Cocteau ou Eugène Ionesco.
Entré à France Observateur comme critique littéraire en 1961, il est consacré deux ans plus tard par le prix Roger-Nimier pour son roman La Passerelle (Grasset, 1963). Conservant son poste de critique littéraire au Nouvel Observateur (1964), il est aussi conseiller littéraire pour les éditions Denoël. Il reçoit le prix du roman de la Société des gens de lettres en 1969, le prix Renaudot en 1970 pour Isabelle ou l'Arrière-saison, et contribue l’année suivante au Dictionnaire des œuvres érotiques (Mercure de France, 1971).
Auteur, entre autres, de L'Héritage du vent (1979), il meurt un an après L'Entracte algérien (1982).
En 1987, sa seconde épouse Christiane Teurlay-Freustié crée en souvenir de son époux le prix littéraire annuel prix Jean-Freustié. Sa fille, du même nom que sa mère, prend le relai de sa direction.

## Œuvres
- 1952 : Ne délivrer que sur ordonnance, La Table ronde
- 1954 : Auteuil, La Table ronde
- 1958 : Marthe ou les Amants tristes, La Table ronde
- 1959 : Les Filles, La Table ronde
- 1961 : Un autre été, La Table ronde
- 1963 : La Passerelle, Grasset prix Roger-Nimier
- 1963 : Aux balcons du ciel, Grasset
- 1967 : Les Collines de l'Est, Grasset
- 1968 : Le Droit d'aînesse, Grasset
- 1969 : Chroniques d'humeur, Mercure de France
- 1970 : Isabelle ou l'Arrière-saison, La Table ronde prix Renaudot
- 1973 : Harmonie ou les Horreurs de la guerre, Grasset
- 1975 : L'Aventure familiale, La Table ronde
- 1975 : Loin du paradis, Grasset
- 1976 : Proche est la mer, Grasset
- 1977 : La Maison d’Albertine, Grasset
- 1978 : Le Médecin imaginaire, Grasset
- 1979 : L'Héritage du vent, Stock
- 1980 : La Dernière Donne, Grasset
- 1982 : Les Proches, Balland
- 1982 : L'Entracte algérien, coll. « L'instant romanesque », Balland
- 1982 : Prosper Mérimée, Hachette prix Roland de Jouvenel de l'Académie française en 1983

## Adaptation au cinéma
- 1979 : Le Toubib, film français de Pierre Granier-Deferre, adapté de son roman Harmonie ou les Horreurs de la guerre, avec Alain Delon, Véronique Jannot et Bernard Giraudeau